# Myriangium
Myriangium es un género de hongos en la familia Myriangiaceae.